# Nanking (Film)
Nanking ist ein US-amerikanischer Dokumentarfilm aus dem Jahr 2007. Regie führten Bill Guttentag und Dan Sturman, die gemeinsam mit Elizabeth Bentley das Drehbuch schrieben.

## Handlung
Der Film erzählt über die Massaker von Nanking, die im Dezember 1937 begannen, nachdem die Stadt von den Japanern besetzt wurde. Die Besatzer ermordeten nahezu 370.000 Menschen und vergewaltigten zwischen 20.000 und 80.000 Frauen. Einige Ausländer aus dem Westen blieben in Nanjing und versuchten, unter der Leitung des Deutschen John Rabe, die chinesische Zivilbevölkerung vor weiteren Übergriffen der japanischen Soldateska zu bewahren. Sie errichteten hierfür eine sogenannte „Internationale Sicherheitszone“.
Der Film kombiniert Dokumentaraufnahmen aus Archiven in Europa, USA und Asien mit den Stimmen bekannter Schauspieler, die zeitgenössische Briefe und andere Dokumente lesen.

## Kritiken
James Greenberg schrieb in der Zeitschrift The Hollywood Reporter vom 30. Januar 2007, der Film sei „unverzichtbar“ und schön ausgeführt. Er sei genauso ein „kraftvolles historisches Dokument“ wie auch eine Warnung für die künftigen Generationen.

## Auszeichnungen
Der Film gewann im Jahr 2007 den Documentary Film Editing Award des Sundance Film Festivals und wurde für den Großen Jurypreis in der Kategorie Dokumentarfilm nominiert.

## Hintergründe
Der Film wurde in China, in Japan und in den Vereinigten Staaten gedreht. Er wurde im Jahr 2007 auf einigen Filmfestivals wie Hong Kong International Film Festival im März und Cannes Film Market im Mai gezeigt. Am 12. Dezember 2007 kam er in die ausgewählten Kinos der USA, in denen er ca. 22 Tsd. US-Dollar einspielte.
Die BBC berichtete am 4. Juli 2007, es sei zweifelhaft, ob der Film in Japan gezeigt würde, wo die Historiker die Darstellung der Massaker für übertrieben hielten.